# Simca-Fiat 6 CV
Der Simca-Fiat 6 CV (auch Fiat 6 CV F) ist ein Pkw der unteren Mittelklasse, den der französische Automobilhersteller SAFAF ab 1932 herstellte.
Der direkt vom Fiat 508 Balilla abgeleitete Wagen verdankt seinen Markterfolg der mutigen Entscheidung des Herstellers, ihn in einer Zeit wirtschaftlicher Depression vorzustellen, und besonders der Arbeitsqualität seiner Konstrukteure, die einen Wagen der unteren Mittelklasse mit Attributen der Oberklasse zu moderaten Preisen verwirklichten.

## Geschichte
Das Projekt ist das Werk von Ingenieuren wie Nebbia, Fessia, Giacosa und Zerbi. Das neue Modell wurde am 12. April 1932 auf dem Automobilsalon in Mailand vorgestellt.
Die Fertigung des Wagens begann am 18. September 1932 in der Fabrik in Levallois unter dem Namen Fiat 6 CV F (F für Frankreich). Am 20. September 1932 erhielt das Modell seine Bauartzulassung. Die zweite Serie wurde in den neuen Fabrik in Nanterre ab Juli 1934 gefertigt und war das erste Modell der neuen Marke Simca-Fiat.
Wie der Fiat 508 Balilla hatte der Fiat 6 CV F ein Dreiganggetriebe. Sein Ottomotor, Typ Fiat 108 war vorn eingebaut; es war ein Vierzylinder-Reihenmotor mit 995 cm³ Hubraum, der 20 PS (15 kW) bei 3400/min leistete. Der Wagen hatte Trommelbremsen an allen 4 Rädern und erreichte eine Höchstgeschwindigkeit von 80 km/h.
Diese erste Version wurde zwei Jahre später durch die zweite Serie mit Vierganggetriebe, einem Motor mit 24 PS (17,6 kW) und einer neuen strömungsgünstigeren Karosserie mit zwei oder vier Türen ersetzt.
Die Fertigung in Frankreich in den Jahren 1932 bis 1937 brachte 26.472 Exemplare hervor, damals eine außergewöhnliche Zahl.

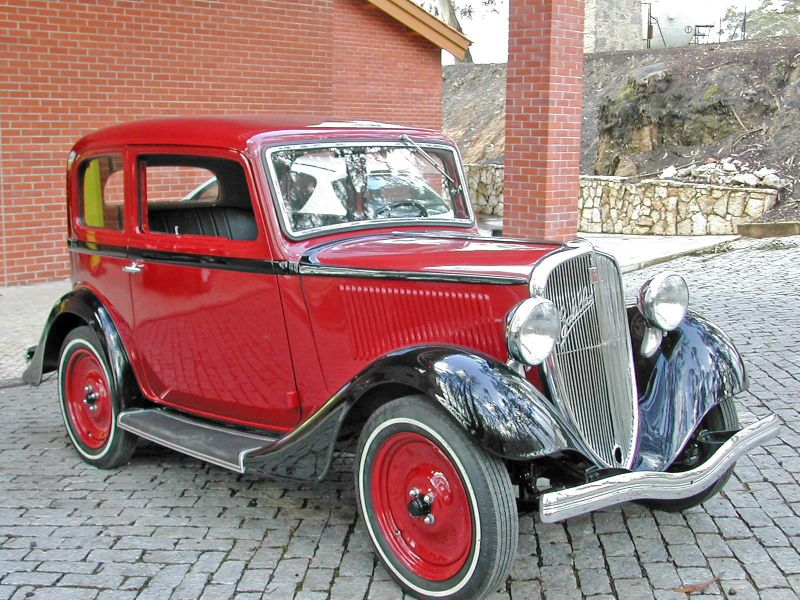
Simca-Fiat 6 CV Balilla der 2. Serie

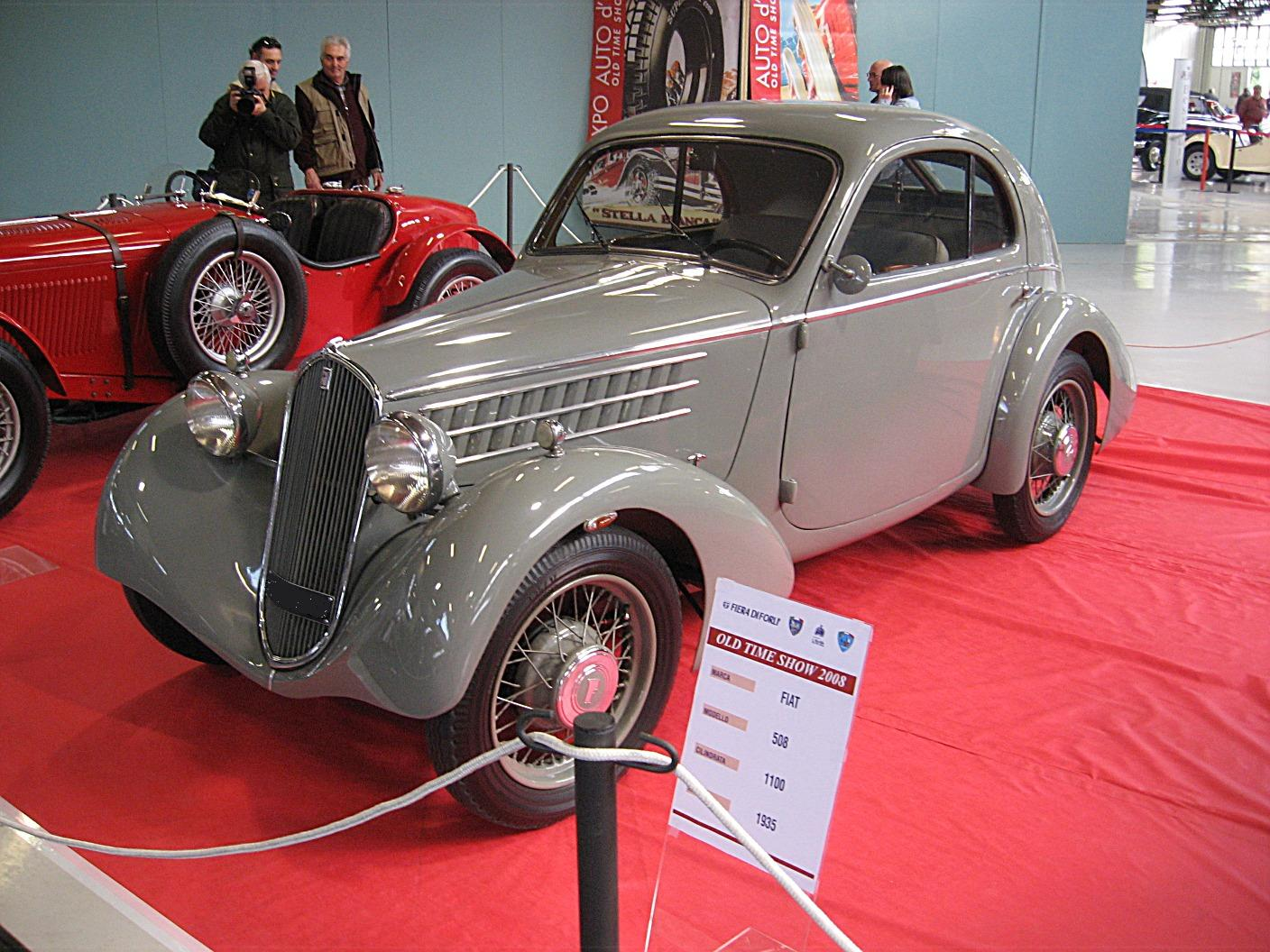
Simca-Fiat 6 CV Balilla Coupé

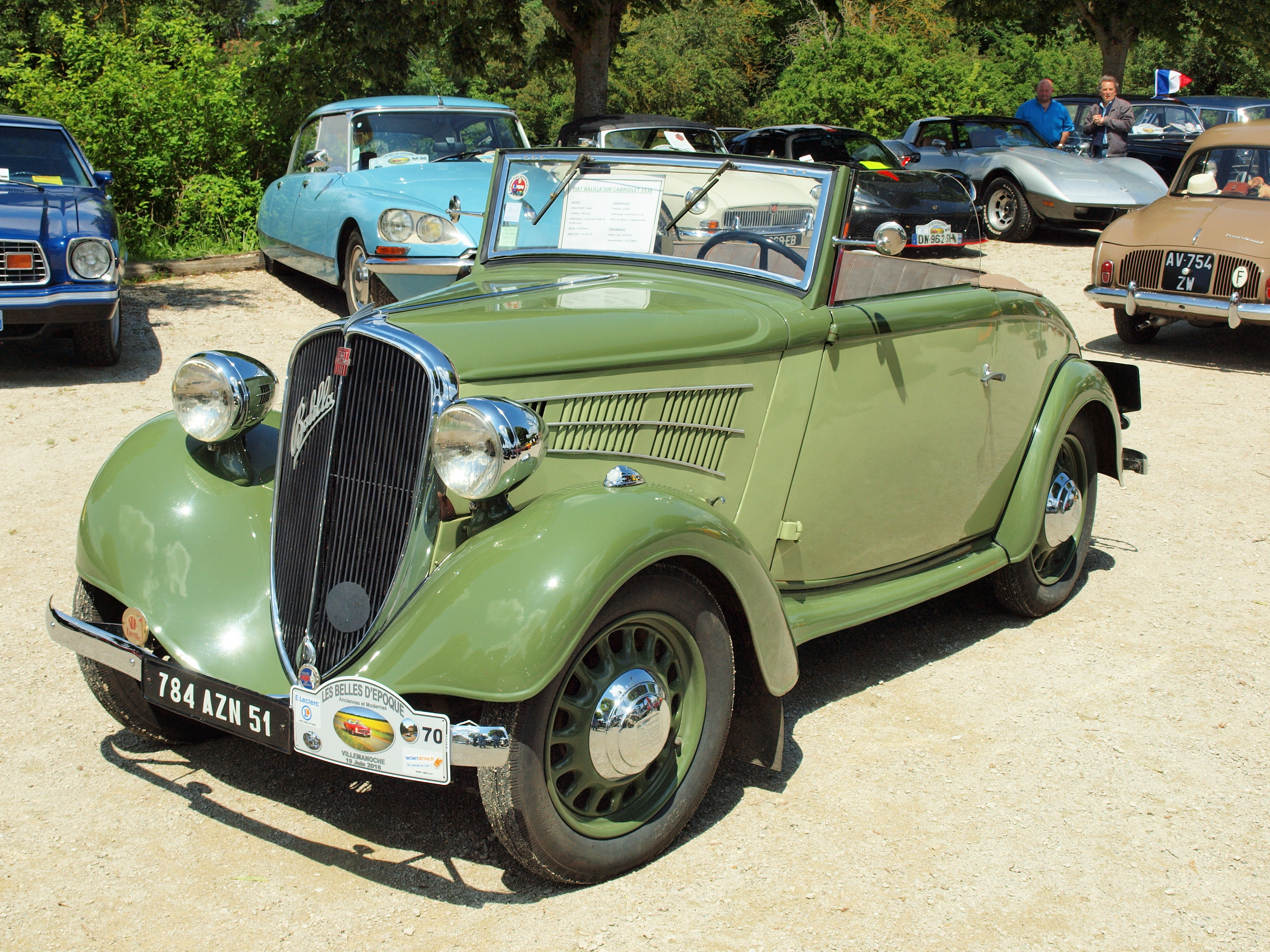
Simca-Fiat 6 CV Balilla Cabriolet (1936)

## Die beiden Serien und ihre Karosserievarianten
Der Simca-Fiat 6 CV wurde von 1932 bis 1937 in zwei Serien gefertigt:
- Die Fahrzeuge der ersten Serie hatten ein Dreiganggetriebe und eine herkömmliche Karosserie, die in etwa der des Fiat 509 entsprach, den sie ersetzten.
- Die zweite Serie hatte im Unterschied dazu eine aerodynamischere Karosserie und ein Vierganggetriebe.

Die beiden Serien gab es in einer großen Zahl von Karosserievarianten: Limousinen, Roadster, Militärmodelle, Sportroadster und Mille-Miglia-Modell. Viele Stellmacherbetriebe karossierten, wie damals üblich, die Fahrgestelle der Fabrik nach ihren Vorstellungen. Die wichtigsten Karossiers waren Garavini, Savio, Balbo, Bertone, Casaro und Ghia.
Nachfolger des Simca-Fiat 6 CV war der Simca 8.

## Technik
- Motor: Fiat 108 – 4-Zylinder-Reihenmotor mit 995 cm³ Hubraum
- Verdichtung: 5,8 : 1
- Leistung: 20–24 PS bei 3000/min
- Ventile: seitlich stehend
- Vergaser: Einzelvergaser, Fabrikat Weber
- Getriebe: 3-Gang / 4-Gang
- Karosserie: Ganzstahl, 2 oder 4 Türen, 4 Sitzplätze
- Fahrwerk: Starrachsen vorne und hinten, aufgehängt an halbelliptischen Längsblattfedern
- Bremsen: hydraulisch auf alle 4 Räder
- Reifengröße: 4,00″ x 17″
- Tank: 26 Liter
- Höchstgeschwindigkeit: 80 km/h

## Sonstiges
Der Fiat 508 (1. Version) diente als Vorlage für den Zeichner André Franquin für den Wagen seines Helden Gaston in einer fiktiven, gelben Version mit schwarzen und weißen Rauten, beschrieben als echte Seifenkiste, die dauernd kaputt war … Andere sehen in der polemischen Darstellung eher den Fiat 509, da sich die beiden Modelle ähnlich sehen.